# Marcusenius intermedius
Marcusenius intermedius es una especie de pez elefante eléctrico en la familia Mormyridae presente en la cuenca del Río Congo. Es nativa de la República democrática del Congo; puede alcanzar un tamaño aproximado de 136 mm.
Respecto al estado de conservación, se puede indicar que de acuerdo a la IUCN, no existen antecedentes suficientes para poder catalogar a esta especie en alguna categoría.